# Sudamericano de Futsal Sub-20 de 2014
El Sudamericano de Futsal Sub-20 de 2014 fue la sexta edición del torneo Sub-20 y se celebró del 15 al 22 de junio de 2013. Inicialmente programado para julio de 2012, el torneo se pospuso por primera vez al siguiente septiembre y luego a junio de 2013.

## Equipos participantes
Las selecciones participantes son los 10 miembros de la CONMEBOL.
| Equipos participantes | Equipos participantes |
| --------------------- | --------------------- |
| Argentina             | Bolivia               |
| Brasil                | Chile                 |
| Colombia              | Ecuador               |
| Paraguay              | Perú                  |
| Uruguay               | Venezuela             |

## Fase de grupos

### Grupo A
| Grupo A   | Pts | PJ | PG | PE | PP | GF | GC | Dif |
| --------- | --- | -- | -- | -- | -- | -- | -- | --- |
| Brasil    | 10  | 4  | 3  | 1  | 0  | 17 | 4  | +13 |
| Argentina | 8   | 4  | 2  | 2  | 0  | 26 | 12 | +14 |
| Uruguay   | 4   | 4  | 1  | 1  | 2  | 14 | 22 | -8  |
| Paraguay  | 3   | 4  | 0  | 3  | 1  | 15 | 19 | -4  |
| Ecuador   | 1   | 4  | 0  | 1  | 3  | 15 | 30 | -15 |

### Grupo B
| Grupo B   | Pts | PJ | PG | PE | PP | GF | GC | Dif |
| --------- | --- | -- | -- | -- | -- | -- | -- | --- |
| Colombia  | 12  | 4  | 4  | 0  | 0  | 12 | 2  | +10 |
| Venezuela | 7   | 4  | 2  | 1  | 1  | 14 | 8  | +6  |
| Perú      | 4   | 4  | 1  | 1  | 2  | 7  | 10 | -3  |
| Chile     | 3   | 4  | 1  | 0  | 3  | 5  | 6  | -1  |
| Bolivia   | 1   | 4  | 0  | 1  | 3  | 4  | 16 | -12 |

## Fase final

### Cuadro de desarrollo
|  | Semifinales             | Semifinales             |          |             | Final                   | Final                   |  |
|  | 20 de diciembre de 2014 | 20 de diciembre de 2014 |          |             | 21 de diciembre de 2014 | 21 de diciembre de 2014 |  |
|  |                         |                         |          |             |                         |                         |  |
|  |                         |                         |          |             |                         |                         |  |
|  | Brasil                  | 6                       |          |             |                         |                         |  |
|  | Brasil                  | 6                       |          |             |                         |                         |  |
|  | Venezuela               | 2                       |          |             |                         |                         |  |
|  | Venezuela               | 2                       |          | Brasil (p.) | 1 (2)                   |                         |  |
|  |                         |                         |          | Brasil (p.) | 1 (2)                   |                         |  |
|  |                         |                         | Colombia | 1 (0)       |                         |                         |  |
|  | Colombia                | 7                       | Colombia | 1 (0)       |                         |                         |  |
|  | Colombia                | 7                       |          |             |                         |                         |  |
|  | Argentina               | 3                       |          |             | Tercer lugar            | Tercer lugar            |  |
|  | Argentina               | 3                       |          |             | Tercer lugar            | Tercer lugar            |  |
|  |                         |                         |          |             |                         |                         |  |
|  |                         |                         |          |             | Venezuela               | 5                       |  |
|  |                         |                         |          |             | Venezuela               | 5                       |  |
|  |                         |                         |          |             | Argentina               | 9                       |  |
|  |                         |                         |          |             | Argentina               | 9                       |  |
|  |                         |                         |          |             |                         |                         |  |

### Semifinales
| 20 de diciembre de 2014 | Colombia | 7:3 | Argentina | Ginásio Constâncio Vieira, 14:30, Aracaju |  |

| 20 de diciembre de 2014 | Brasil | 6:2 | Venezuela | Ginásio Constâncio Vieira, 16:00, Aracaju |  |

### Tercer lugar
| 21 de diciembre de 2014 | Venezuela | 5:9 | Argentina | Ginásio Constâncio Vieira, 9:00, Aracaju |  |

### Final
| 21 de diciembre de 2014 | Brasil | 1:1 (t. s.)(2:0 p.) | Colombia | Ginásio Constâncio Vieira, 10:30, Aracaju |  |

|                            |
| Bandera de Brasil          |
| Campeón Brasil 6.to Título |

## Tabla general
| Pos. | Equipo    | Pts | PJ | PG | PE | PP | GF | GC | Dif. | Rend. |
| ---- | --------- | --- | -- | -- | -- | -- | -- | -- | ---- | ----- |
| 1    | Brasil    | 14  | 6  | 4  | 2  | 0  | 24 | 7  | +17  | 77,7% |
| 2    | Colombia  | 16  | 6  | 5  | 1  | 0  | 20 | 6  | +14  | 88,8% |
| 3    | Argentina | 11  | 6  | 3  | 2  | 1  | 38 | 24 | +14  | 61,1% |
| 4    | Venezuela | 7   | 6  | 2  | 1  | 3  | 21 | 23 | -2   | 38,8% |
| 5    | Perú      | 4   | 4  | 1  | 1  | 2  | 7  | 10 | -3   | 33,3% |
| 6    | Uruguay   | 4   | 4  | 1  | 1  | 2  | 14 | 22 | -8   | 33,3% |
| 7    | Chile     | 3   | 4  | 1  | 0  | 3  | 5  | 6  | -1   | 25%   |
| 8    | Paraguay  | 3   | 4  | 0  | 3  | 1  | 15 | 19 | -4   | 25%   |
| 9    | Bolivia   | 1   | 4  | 0  | 1  | 3  | 4  | 16 | -12  | 11,1% |
| 10   | Ecuador   | 1   | 4  | 0  | 1  | 3  | 15 | 30 | -15  | 11,1% |